# 北河内駅 (徳島県)
北河内駅（きたがわちえき）は、徳島県海部郡美波町北河内字本村にある、四国旅客鉄道（JR四国）牟岐線の駅。駅番号はM20。

## 歴史
- 1939年（昭和14年）12月14日：赤河内駅として開業[2]。
- 1959年（昭和34年）10月1日：北河内駅に改称[2]。
- 1963年（昭和38年）4月1日：業務委託駅となる（日本交通観光社に委託）[4]。
- 1970年（昭和45年）4月1日：貨物取り扱い廃止[2]。
- 1972年（昭和47年）10月1日：荷物扱い廃止[5]。無人化[3]。
- 1987年（昭和62年）4月1日：国鉄分割民営化によりJR四国の駅となる[2]。

## 駅構造

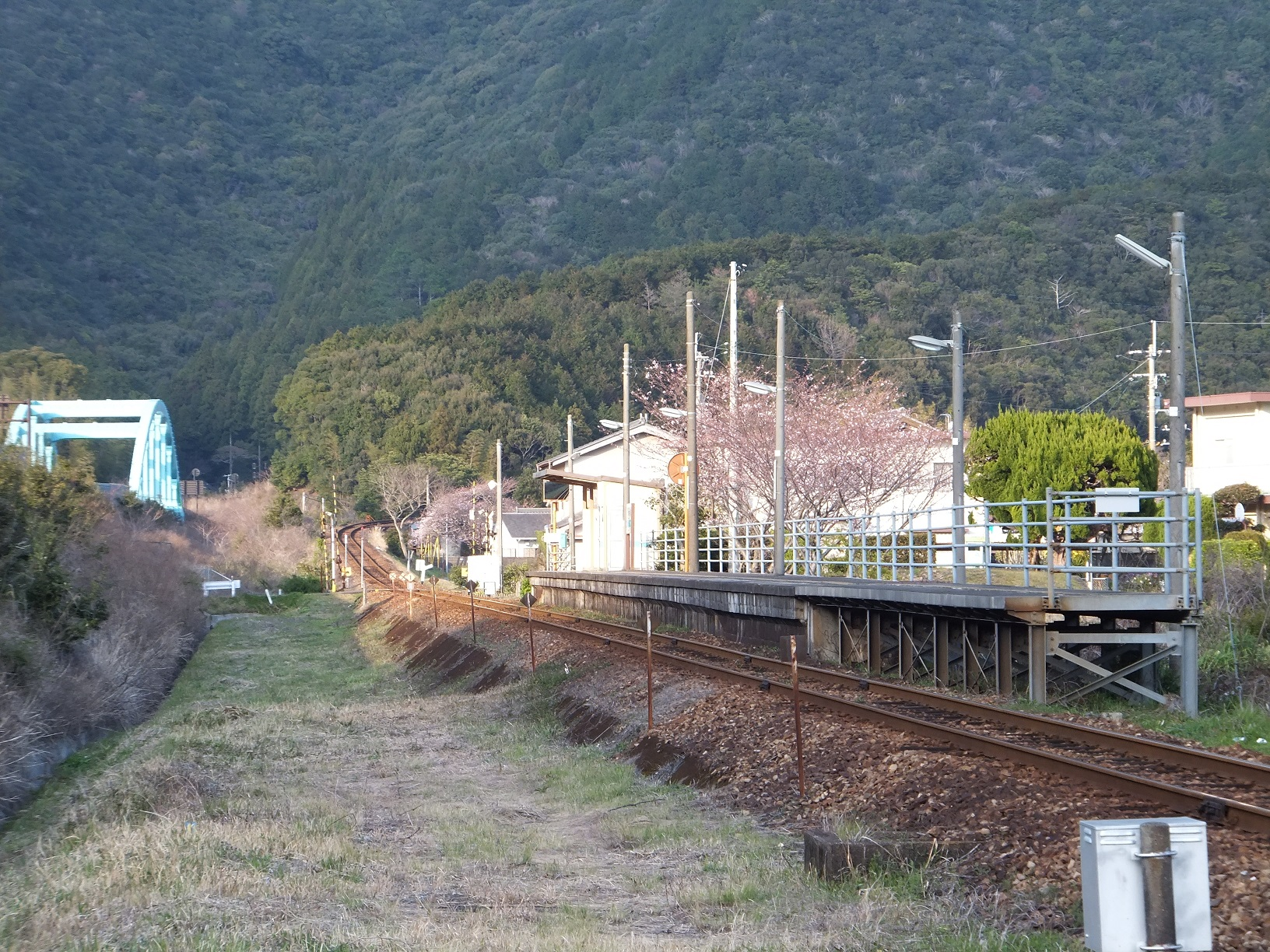
ホーム（2012年4月）

単式1面1線のホームを持つ無人駅。かつては駅舎が存在した。

## 駅周辺
- 美波町立日和佐中学校
- 阿南安芸自動車道 - 日和佐道路の起終点、日和佐出入口が駅に隣接している。
- 国道55号
- 徳島県道19号阿南鷲敷日和佐線
- 徳島県道294号北河内奥河内線
- 北河内谷川

### バス路線
徳島県道294号線沿いに「北河内駅前」停留所があり、徳島バス南部の日和佐線が経由する。

## 隣の駅
四国旅客鉄道（JR四国）
■牟岐線
■普通
木岐駅 (M19) - 北河内駅 (M20) - 日和佐駅 (M21)